# Hörnchenverwandte
Die Hörnchenverwandten (Sciuromorpha, manchmal auch Sciurognathi) sind eine Unterordnung in der Ordnung der Nagetiere (Rodentia). In der Vergangenheit wurden verschiedenste Gruppen zu dieser Unterordnung gerechnet.
Die traditionelle Einteilung erfolgte nach der Form des Infraorbitalkanals. Carleton und Musser (2005) haben die Unterordnungen der Nagetiere nach morphologischen und molekulargenetischen Gesichtspunkten neu definiert und fassen drei Familien in dieser Unterordnung zusammen:
- die Stummelschwanzhörnchen (Aplodontiidae)
- die Hörnchen (Sciuridae) und
- die Bilche (Gliridae).

Insbesondere die Zuordnung der Bilche in diese Gruppe war zunächst überraschend, da sie aufgrund ihres mäuseähnlichen Äußeren meist in die Unterordnung der Mäuseverwandten (Myomorpha) gerechnet wurden.
In manchen Systematiken findet man bisweilen auch die Biber und manchmal die Taschenratten und die Taschenmäuse in dieser Unterordnung, diese werden jedoch einer neuen Unterordnung, den Biberverwandten (Castorimorpha) zugerechnet. Ältere Werke führten auch noch die Dornschwanzhörnchen, die Kammfinger und die Springhasen als Teil der Hörnchenverwandten. Im hier verwendeten System werden diese Familien anderen Zweigen der Nagetiersystematik zugeordnet.
Oft werden die Hörnchenverwandten wegen einiger ursprünglicher Merkmale an der Basis der Nagetiere platziert.